# Valiant Tower
La Valiant Tower est un gratte-ciel de 214 mètres en construction à Londres, dans le South Quay Plaza. Son achèvement est prévu pour 2020. 